# 戚承志
戚承志，北京建筑大学教授，中国教育部长江学者特聘教授，长期从事工程结构抗震、非线性岩体力学、冲击动力学等领域的研究，著有《岩体动力变形破坏的基本问题》。戚承志曾先后就读于陆军工程大学、彼得堡建筑大学、莫斯科大学，获得过中国国家科技进步奖。